# Terence Marsh
Terence „Terry“ Marsh (* 14. November 1931 in London, England; † 9. Januar 2018 in Pacific Palisades, Kalifornien) war ein britischer Artdirector und Szenenbildner, der zweimal den Oscar für das beste Szenenbild erhielt.

## Leben
Terence Marsh begann 1955 als Zeichner bei Der Liebe wegen nach Paris in der Filmwirtschaft und war im Laufe seiner Karriere als Artdirector und Szenenbildner an der Ausstattung von rund 50 Filmen beteiligt.
Bei der Oscarverleihung 1966 erhielt er gemeinsam mit John Box und Dario Simoni seinen ersten Oscar für das beste Szenenbild in dem Farbfilm Doktor Schiwago (1965). Seinen zweiten Oscar in dieser Kategorie erhielt er 1969 zusammen mit John Box, Vernon Dixon und Ken Muggleston für Oliver (1968). Für Scrooge (1970) war er 1971 nicht nur für den BAFTA Award der British Academy of Film and Television Arts (BAFTA) nominiert, sondern gemeinsam mit Robert Cartwright und Pamela Cornell auch für den Oscar für das beste Szenenbild bei der Oscarverleihung 1971. Mit Robert Cartwright und Peter Howitt war er bei 1972 letztmals für den Oscar in der Kategorie bestes Szenenbild nominiert und zwar für Maria Stuart, Königin von Schottland (1971).
Später war er weitere zwei Male für den BAFTA-Film-Award für das beste Produktionsdesign nominiert: Zum einen 1978 für Die Brücke von Arnheim (1977), zum anderen 1991 für Jagd auf Roter Oktober (1990).
Marsh, der auch an der Ausstattung der Filme Magic – Eine unheimliche Liebesgeschichte (1978), Basic Instinct (1992), Die Verurteilten (1994) und The Green Mile (1999) beteiligt war, arbeitete mit Filmregisseuren wie Paul Verhoeven, Frank Darabont, Richard Attenborough, Ronald Neame, David Lean, Carol Reed, und Charles Jarrott zusammen.
2010 wurde er für sein Lebenswerk von der Gilde der Artdirektoren (Art Directors Guild) mit dem ADG Lifetime Achievement Award geehrt.

## Filmografie (Auswahl)
- 1965: Doktor Schiwago (Doctor Zhivago)
- 1968: Oliver (Oliver!)
- 1970: Scrooge
- 1971: Maria Stuart, Königin von Schottland (Mary, Queen of Scots)
- 1971: Ein liebenswerter Schatten (Follow Me!)
- 1974: 18 Stunden bis zur Ewigkeit (Juggernaut)
- 1975: Sherlock Holmes’ cleverer Bruder (The Adventure of Sherlock Holmes' Smarter Brother)
- 1977: Die Brücke von Arnheim (A Bridge Too Far)
- 1981: Der Fluch der Sphinx (Sphinx)
- 1981: Die Sensationsreporterin (Absence of Malice)
- 1987: Mel Brooks’ Spaceballs (Spaceballs)
- 1990: Jagd auf Roter Oktober (The Hunt for Red October)
- 1992: Basic Instinct
- 1994: Das Kartell (Clear and Present Danger)
- 1994: Die Verurteilten (The Shawshank Redemption)
- 1996: Einsame Entscheidung (Executive Decision)
- 1998: Dämon – Trau keiner Seele (Fallen)
- 1999: The Green Mile
- 2001: Rush Hour 2

## Einzelnachweis
1. ↑  Terence Marsh, Two-Time Oscar-Winning Art Director, Dies at 86